# Молекуларна физика
Молекуларна физика, део физике у којем се проучавају физичка својства и процеси у телима узимањем у обзир молекуларне структуре, као и узајамно дејство међу молекулима. Користи законе термодинамике, теорије вероватноће и статистичке физике. Проучава везу међу запремином, притиском и температуром тела, нарочито гасова, полазећи од закона кретања молекула и понашања њиховог огромног броја у малој запремини. Повезана је са физичком хемијом, атомском физиком и технологијом материјала. Развија се као посебна наука.